# Serrure à secret
La serrure à secret ou la serrure à piège et à secret, comme son nom l’indique, est une serrure ordinaire, plus ou moins compliquée par la présence de pièces qui obstruent l’entrée ou le fonctionnement d’ouverture, et dont seul le propriétaire connaît le secret.

## Évolution
On connaît aujourd'hui sous le nom de cache-entrée un appareil portatif qui est particulièrement à l'usage des voyageurs, et que l'on peut ajuster facilement à une serrure quelconque, dans le but d'en obstruer l'entrée, si bien qu'aucune clef ne peut y avoir accès. 
On a souvent employé des mécanismes analogues aux cache-entrée des anciens ; mais on a cherché à les rendre plus efficaces, en dissimulant, aussi bien que possible, la pièce qui sert à faire mouvoir ce cache-entrée, ce qui a donné lieu aux fermetures connues sous le nom de serrures à secret. 
Ces secrets s'adaptent ordinairement à des serrures de coffres-forts : ils peuvent consister en une plaque qui s'articule par charnière avec le devant de la serrure, et qui a pour but d'en masquer l'entrée, et d'empêcher qu'on y ait accès, même avec la véritable clef, tant qu'on n'a pas préalablement fait mouvoir le secret. Celui-ci n'est lui-même quelquefois qu'un simple bouton, qui offre une ressemblance parfaite avec plusieurs autres dont le coffre est muni, et qui doit être poussé, tourné ou déplacé latéralement, soit à la main, soit à l'aide d'une pointe ménagée à la poignée de la clef. 
Il y a aussi des serrures qui portent à l'intérieur, un mécanisme particulier, que la clé, manœuvrée d'une certaine façon connue du possesseur seul, doit mettre en jeu, pour qu’en définitive cette clé parvienne jusqu’au pêne. Telles sont les serrures à barbes volantes, où dans lesquelles les barbes du pêne sont mobiles.

## Anecdotes
Le roi Louis XVI était bien connu pour ses penchants secrets pour la serrurerie et relatés par les historiens de l’époque.
« Le roi aimait beaucoup la mécanique, et son ouvrage de récréation était la serrurerie. Le corps des serruriers de Versailles vint, dans cette occasion, lui faire hommage de ce qu'on appelle un chef-d'œuvre. C'était une serrure à secret. Le roi voulut qu'on le laissât trouver le secret à lui seul. Il le trouva en effet ; mais dans l'instant où il fit jouer le ressort, il s'élança du milieu de la serrure un dauphin d'acier admirablement travaillé. Le roi fut enchanté. Il disait, en riant et en pleurant tout à la fois, que le cadeau de ces bonnes gens lui faisait un plaisir extrême, et il leur donna lui-même une large gratification».
La fin du règne de Louis XVI fut marquée par la célèbre « affaire de l’armoire de fer ou la trahison du serrurier François Gamain »
.
- Au début de la révolution, Louis XVI sentit la nécessité d'avoir un lieu sûr où il pût déposer ses papiers les plus importants, et il s’adressa à François Gamain, gardien de l’atelier et du laboratoire du Roi à Versailles, pour lui faire construire la célèbre armoire de fer. Elle avait été pratiquée dans l'épaisseur d'un mur, près de la chambre à coucher du roi. La porte en tôle de l’armoire de fer était recouverte d'une couche de peinture imitant la pierre ; l'ouverture de la serrure se trouvait dissimulée dans les rayures de la pierre et il était impossible de découvrir cette cachette.

François Gamain, au lieu de disposer une serrure de sûreté sur la porte de fer, n’installa qu’une simple serrure à l’extérieur.

## Serrure à piège et à secret

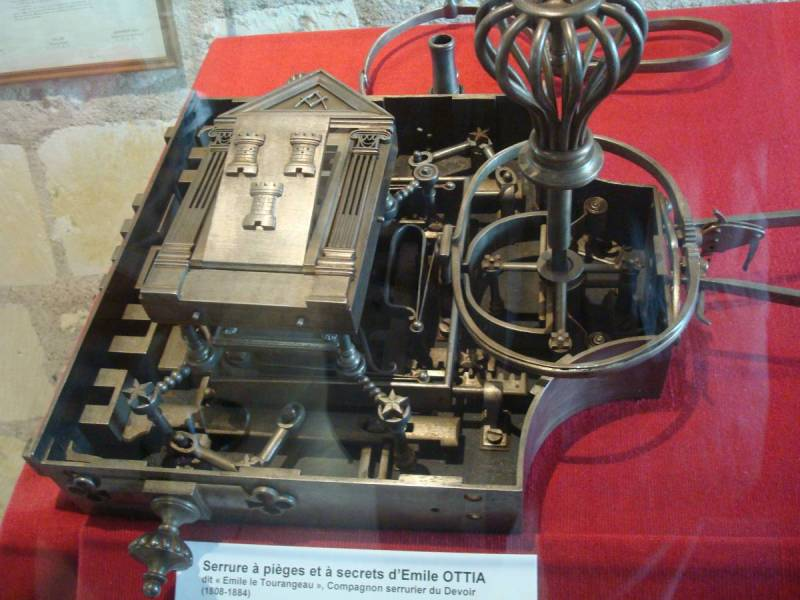
Serrure à secret du Compagnon Emile Ottia, dit « Emile le Tourangeau »

La serrure à piège et à secrets renferme un piège à menottes qui entre en action dès l'introduction de la clé dans la serrure.
Ce type de serrure est surtout élaboré par les maîtres-d’œuvre en serrurerie et les Compagnons. Une très belle pièce de serrure à piège et à secret est exposée au Musée du compagnonnage dans la ville de Tours, œuvre due à Emile Ottia (1808-1884), dit « Emile le Tourangeau », Compagnon serrurier du Devoir.